# Lasse Bergström
Lasse Bergström, född 25 januari 1929 i Stockholm, död 15 maj 2019 i Ösmo, var en svensk journalist, filmkritiker och förläggare, framför allt känd som mångårig filmskribent på Expressen och förläggare på Norstedts.

## Biografi
Bergström studerade på Södra Latin i Stockholm, och umgicks där i samma litterära kretsar som bland andra Per Wästberg. Efter avslutade studier arbetade Bergström på kulturredaktionen på Arbetaren 1951–1955, och var 1951–1952 samtidigt redaktör på den litterära tidskriften Femtital, där även Wästberg, Clas Engström och Örjan Wallqvist satt i redaktionen. Mellan 1954 och 1962 var han filmkritiker på Folket i Bild, och därefter var han på Sveriges radio mellan 1957 och 1962. Mellan 1962 och 1992 skrev han för Expressen. Han tilldelades Filmpublicisternas kritikerpris Filmpennan 1977.
Från 1955 var Bergström litterär rådgivare på P.A. Norstedt & Söner, och blev senare förlagschef på förlaget. Som förläggare ansvarade han bland annat tillsammans med Harry Schein och Svenska filminstitutet för en prisad utgivning av filmböcker. Han har även arbetat med Ingmar Bergman i boken Bilder om Bergmans filmer (1990). 1998 gav han ut memoarerna Bokmärken, och 2010 kom boken Hollywood: guldåldern, om den amerikanska filmindustrins guldålder omkring 1929, året då han själv föddes.
Lasse Bergström är begravd på Sandsborgskyrkogården i Stockholm.